# Monopoly agricole
 (janvier 2013).
Monopoly de La France Agricole est un jeu de société sorti en 2012. Il est édité par Winning Moves sous licence Hasbro et La France Agricole.

## Principe
Le jeu est une adaptation du jeu de société Monopoly avec les régions et productions agricoles françaises. L’échelle des valeurs du prix de la terre est établie sur une base officielle de 2012. Les prix sont en Euros Monopoly.

## But du jeu
Le but du jeu est d'être le dernier joueur à ne pas faire faillite. Pour cela, le joueur doit acheter des propriétés et faire payer le plus gros fermage possible aux joueurs qui atterrissent chez lui. 
Le joueur qui achète toutes les propriétés d’un même groupe de couleur (bois et forêts, prairies, polyculture-élevage, grandes cultures, cultures industrielles, maraîchage, arboriculture, viticulture) peut alors augmenter ses fermages, puis construire des bâtiments, ateliers, magasins, afin d’augmenter ses revenus. 
Quelques exemples de cases et cartes propres à la version agricole du Monopoly : « Rendez-vous en Champagne côte des blancs », « Visite chez le vétérinaire, payez 500 M », « Votre contrat "préserver la biodiversité" vous rapporte  1 000 M »…

## Types de cases
Les cases se répartissent en deux groupes :
1. Propriété n’appartenant à personne. Il existe trois types de propriétés : les terres agricoles (groupe de couleur), les ports et les compagnies de service public.
2. Propriété appartenant déjà à un autre joueur. Si un joueur s’arrête sur une propriété appartenant à un autre joueur, le propriétaire demandera de payer un fermage. Le montant du fermage est indiqué sur le titre de propriété et varie selon le nombre d’infrastructures qu’elle comporte. Le joueur n’a pas à payer de fermage si la propriété est hypothéquée. (Le titre de propriété est retourné).

Les types de propriétés :
- Terre agricole : le fermage pour une terre agricole nue (sans infrastructures) est indiqué sur le titre de propriété correspondant. Ce fermage est doublé si le propriétaire possède toutes les terres agricoles (non hypothéquées) d’un même groupe de couleur. Si des bâtiments ou des ateliers/magasins sont construits sur ce terrain, le fermage sera beaucoup plus élevé – comme un indiqué sur le titre de propriété.
- Port : le loyer dépend du nombre de ports que possède le joueur.
- Compagnie de service public : pour connaître le montant du fermage, le joueur doit lancer les dés et multiplier le résultat par 4. Si le propriétaire possède les deux compagnies de service public, il faut alors multiplier ce résultat par 10.

## Supports et matériel
1 plateau de jeu, 8 pions, 28 cartes de propriété, 16 cartes chance, 16 cartes caisse de communauté, 1 paquet de billets de banque pour Monopoly, 32 maisons vertes, 12 hôtels rouges, 2 dés et 1 dé rapide

## Tableau des correspondances des cartes
Une maison est un bâtiment. Quant à l'hôtel, c'est un atelier ou un magasin.
- Groupe de couleur "Bois et forêts"
  - Maison = scierie
  - Hôtel = menuiserie

- Groupe de couleur "Prairies"
  - Maison = stabulation
  - Hôtel = fromagerie

- Groupe de couleur "Polyculture-élevage"
  - Maison  = stabulation
  - Hôtel = atelier de découpe

- Groupe de couleur "Grandes cultures"
  - Maison = silo
  - Hôtel = moulin

- Groupe de couleur "Cultures industrielles"
  - Maison  = hangar
  - Hôtel = usine

- Groupe de couleur "Maraîchage"
  - Maison = serre
  - Hôtel = magasin

- Groupe de couleur "Arboriculture"
  - Maison = station fruitière
  - Hôtel = magasin

- Groupe de couleur "Viticulture"
  - Maison = chai
  - Hôtel = caveau

## Variante
Il existe également une version viticole sur le même principe et du même éditeur.